# Emerson (voornaam)
Emerson is een jongensnaam.

## Bekende naamdragers
- Emerson Fittipaldi, Braziliaans autocoureur
- Emerson Ferreira da Rosa, Braziliaans voetballer
- Emerson Spencer, Amerikaans sprinter